# 5441 Ендімаррі
5441 Ендімаррі (5441 Andymurray, 1991 JZ1, 1958 DK, 1970 KC, 1990 DC9) — астероїд головного поясу. Відкритий 8 травня 1991 року Робертом Макнотом. Названий на честь британського тенісиста Енді Маррея.
Тіссеранів параметр щодо Юпітера — 3,204.